# C. J. Uzomah
Christopher James „C. J.“ Uzomah (* 14. Januar 1993 in Suwanee, Georgia) ist ein US-amerikanischer American-Football-Spieler auf der Position des Tight Ends. Zurzeit steht er bei den Philadelphia Eagles in der National Football League (NFL) unter Vertrag. Von 2015 bis 2021 spielte Uzomah für die Cincinnati Bengals, anschließend von 2022 bis 2023 für die New York Jets.

## Frühe Jahre
Uzomah wurde in Suwanee, Georgia geboren und wuchs dort auf. Er besuchte dort die North Gwinnett High School, an der er in der Footballmannschaft aktiv war. Dort wurde er vielseitig in der Offense eingesetzt und spielte unter anderem als Quarterback, Wide Receiver und Tight End. Nachdem er zunächst als Sophomore mehrheitlich Wide Receiver gespielt hatte, wurde er in seinen letzten beiden Jahren als Quarterback eingesetzt. In seinem dritten Jahr konnte er so für 1750 Yards und 15 Touchdowns werfen, daneben konnte er mit dem Ball für 800 Yards und 10 Touchdowns laufen. In seinem letzten Jahr konnte er an diese überragenden Leistungen allerdings nicht mehr anknüpfen und konnte den Ball für 238 Yards und zwei Touchdowns werfen, daneben fing er ihn für 168 Yards. Er galt trotzdem als einer der besten Tight Ends seines Jahrgangs.
Nach seinem Highschoolabschluss erhielt er ein Stipendium der Auburn University aus Auburn, Alabama, für die er ebenfalls in der Footballmannschaft spielte. Nachdem Uzomah im ersten Jahr primär in den Special Teams eingesetzt worden war, war er ab seinem zweiten Jahr Stammspieler als Tight End. Insgesamt kam er in vier Jahren in insgesamt 37 Spielen zum Einsatz und konnte den Ball für 435 Yards und sieben Touchdowns fangen. Mit seinem Team war Uzomah außerdem erfolgreich, so konnten sie 2013 die SEC gewinnen. Daneben gewann er 2011 auch den Chick-fil-A Bowl. Außerdem erhielt er einen Abschluss in Business Administration.

## NFL

### Cincinnati Bengals
Beim NFL-Draft 2015 wurde Uzomah in der 5. Runde an 157. Stelle von den Cincinnati Bengals ausgewählt. Er startete in die Saison als dritter Tight End hinter Tyler Eifert und Tyler Kroft, kam in der ersten Saisonhälfte allerdings nicht zum Einsatz. Sein NFL-Debüt gab er schließlich am 13. Spieltag beim 37:3-Sieg gegen die Cleveland Browns, bei dem er auch einen Pass über vier Yards fangen konnte. Auch in den restlichen Saisonspielen kam er zum Einsatz, jedoch zumeist in den Special Teams. Er beendete sein Rookie-Jahr mit fünf Einsätzen und einem Passfang. Da die Cincinnati Bengals in dieser Saison jedoch 12 Spiele gewannen, konnten sie die AFC North gewinnen und sich für die Playoffs qualifizieren. Dort gab Uzomah sein Debüt in der 1. Runde bei der 16:18-Niederlage der Bengals gegen die Pittsburgh Steelers, durch die sein Team auch ausschied. Vor der Saison 2016 wurde er nach Verletzungen seiner beiden Konkurrenten Starting Tight End. So stand er am 1. Spieltag der Saison beim 23:22-Sieg gegen die New York Jets erstmals in der Startformation und konnte zwei Pässe für insgesamt 59 Yards fangen, sein Saisonbestwert. Insgesamt stand er an den ersten sieben Spieltagen sechsmal in der Startformation. In der Folge hatte er jedoch mit Verletzungen zu kämpfen und verpasste einige Spiele. Am 17. Spieltag konnte er beim 27:10-Sieg gegen die Baltimore Ravens den ersten Touchdown seiner Karriere von Andy Dalton fangen. Auch in der folgenden Saison kam er als dritter Tight End hinter Eifert und Kroft zu ein paar Einsätzen, unter anderem fing er am 15. Spieltag bei der 7:34-Niederlage gegen die Minnesota Vikings einen Touchdownpass.
In der Saison 2018 entwickelte sich Uzomah schließlich zum Stammspieler als Tight End seines Vereins. So kam er in 15 der 16 Saisonspiele als Starter zum Einsatz. Dazu konnte er in der Saison sogar drei Touchdownpässe fangen, außerdem konnte er am 6. Spieltag bei der 21:28-Niederlage gegen die Pittsburgh Steelers den Ball für insgesamt 54 Yards fangen. Vor der Saison 2019 verlängerte er seinen Vertrag bei den Bengals um drei weitere Jahre. Er blieb weiterhin Stammspieler und kam in allen Saisonspielen als Starter zum Einsatz. Auch in die Saison 2020 ging er als Starter. Am 2. Spieltag konnte er bei der 30:35-Niederlage gegen die Cleveland Browns noch einen Touchdownpass von Quarterback Joe Burrow fangen, ehe er sich im selben Spiel die Achillessehne riss. Deswegen wurde er am folgenden Tag auf die Injured Reserve Liste gesetzt und verpasste den Rest der Saison verletzungsbedingt. In der Saison 2021 kehrte er schließlich als Starter zurück. Am 4. Spieltag konnte er beim 24:21-Sieg gegen die Jacksonville Jaguars den Ball für 95 Yards und zwei Touchdowns fangen, beides Karrierehöchstwerte. Beim 41:17-Sieg gegen die Baltimore Ravens am 7. Spieltag konnte er den Ball erneut für zwei Touchdowns fangen, diesmal für insgesamt 91 Yards. Insgesamt stellte er in dieser Saison Bestleistungen in puncto gefangene Touchdowns, Pässe und Yards auf. Da die Bengals in dieser Saison 10 Spiele gewannen und nur sieben verloren, konnten sie zum zweiten Mal die AFC North gewinnen und sich für die Playoffs qualifizieren. Dort trafen sie in der 1. Runde auf die Las Vegas Raiders. In diesem Spiel konnte Uzomah insgesamt sechs Pässe für 64 Yards und einen Touchdown, seinen ersten in der Postseason, fangen und die Bengals das Spiel mit 26:19 gewinnen. Auch in der folgenden Runde konnte er beim 19:16-Sieg gegen die Tennessee Titans den Ball siebenmal für 71 Yards fangen. Auch beim folgenden AFC Championship Game beim 27:24-Sieg gegen die Kansas City Chiefs kam Uzomah zum Einsatz. Somit qualifizierten sich die Bengals für Super Bowl LVI gegen die Los Angeles Rams. In dem Spiel war Uzomah erneut Starter und konnte zwei Pässe von Burrow für 11 Yards fangen, eine 20:23-Niederlage jedoch nicht verhindern.

### New York Jets
Im März 2022 unterschrieb Uzomah einen Dreijahresvertrag im Wert von 24 Millionen US-Dollar bei den New York Jets. Dort wurde er auf Anhieb Stammspieler als Tight End. So konnte er am 1. Spieltag der Saison 2022 sein Debüt für die Jets geben, bei der 9:24-Niederlage gegen die Baltimore Ravens kam er als Starter zum Einsatz. Am 3. Spieltag konnte er bei der 12:27-Niederlage gegen die Cincinnati Bengals seinen ersten Pass über fünf Yards von Joe Flacco fangen. Bei der 17:20-Niederlage gegen die Detroit Lions am 15. Spieltag gelangen ihm schließlich seine ersten beiden Touchdowns für die Jets, beide nach Pässen von Zach Wilson. Er beendete die Saison mit 21 Passfängen für 232 Yards und zwei Touchdowns. In der Saison 2023 bekam er jedoch weniger Spielzeit in der Offense der Jets. Am 4. Spieltag konnte er bei der 20:23-Niederlage gegen die Kansas City Chiefs einen Touchdown nach Pass von Zach Wilson erzielen. Bei der 8:13-Niederlage gegen die Atlanta Falcons am 13. Spieltag zog er sich jedoch eine Knieverletzung zu, wegen der er auf die Injured Reserve Liste gesetzt wurde und die restliche Saison verletzungsbedingt verpasste. Am 13. März 2024 wurde Uzomah von den Jets entlassen.

### Philadelphia Eagles
Im April 2024 unterschrieb Uzomah einen Einjahresvertrag bei den Philadelphia Eagles. Er wurde vor Saisonbeginn am 21. August 2024 zunächst entlassen, jedoch am 10. Oktober 2024 für den Practice Squad der Eagles erneut verpflichtet. Mit diesen gewann er den Super Bowl LIX im Caesars Superdome gegen die Kansas City Chiefs mit 40:22.

## Karrierestatistiken
| Legende | Legende            |
| ------- | ------------------ |
| Fett    | Karrierehöchstwert |

### Regular Season
| Saison                             | Team             | Spiele   | Spiele      | Gefangen  | Gefangen | Gefangen     | Gefangen | Gefangen | Fumbles | Fumbles         |
| Saison                             | Team             | Einsätze | als Starter | Passfänge | Yards    | Durchschnitt | Längste  | TD       | Fumbles | davon verlorene |
| ---------------------------------- | ---------------- | -------- | ----------- | --------- | -------- | ------------ | -------- | -------- | ------- | --------------- |
| 2015                               | Bengals          | 5        | 0           | 1         | 4        | 4,0          | 4        | 0        | 0       | 0               |
| 2016                               | Bengals          | 10       | 8           | 25        | 234      | 9,4          | 54       | 1        | 0       | 0               |
| 2017                               | Bengals          | 14       | 4           | 10        | 92       | 9,2          | 21       | 1        | 0       | 0               |
| 2018                               | Bengals          | 16       | 15          | 43        | 439      | 10,2         | 29       | 3        | 0       | 0               |
| 2019                               | Bengals          | 16       | 16          | 27        | 242      | 9,0          | 36       | 2        | 0       | 0               |
| 2020                               | Bengals          | 2        | 2           | 8         | 87       | 10,9         | 23       | 1        | 0       | 0               |
| 2021                               | Bengals          | 16       | 16          | 49        | 493      | 10,1         | 55       | 5        | 0       | 0               |
| 2022                               | Jets             | 15       | 13          | 21        | 232      | 11,0         | 40       | 2        | 0       | 0               |
| 2023                               | Jets             | 12       | 8           | 8         | 58       | 7,3          | 19       | 1        | 0       | 0               |
| Gesamte Karriere                   | Gesamte Karriere | 106      | 82          | 192       | 1881     | 9,8          | 55       | 16       | 0       | 0               |
| Quelle: pro-football-reference.com |                  |          |             |           |          |              |          |          |         |                 |

### Postseason
| Saison                             | Team             | Spiele   | Spiele      | Gefangen  | Gefangen | Gefangen     | Gefangen | Gefangen | Fumbles | Fumbles         |
| Saison                             | Team             | Einsätze | als Starter | Passfänge | Yards    | Durchschnitt | Längste  | TD       | Fumbles | davon verlorene |
| ---------------------------------- | ---------------- | -------- | ----------- | --------- | -------- | ------------ | -------- | -------- | ------- | --------------- |
| 2015                               | Bengals          | 1        | 0           | 0         | 0        | 0,0          | 0        | 0        | 0       | 0               |
| 2021                               | Bengals          | 4        | 4           | 15        | 146      | 9,7          | 32       | 1        | 0       | 0               |
| Gesamte Karriere                   | Gesamte Karriere | 5        | 4           | 15        | 146      | 9,7          | 32       | 1        | 0       | 0               |
| Quelle: pro-football-reference.com |                  |          |             |           |          |              |          |          |         |                 |